# Kyrkgölen, Småland
Kyrkgölen är en sjö i Alvesta kommun i Småland och ingår i Mörrumsåns huvudavrinningsområde.